# Beyond the Mountains and Hills
Pour plus de détails, voir Fiche technique et Distribution.
Beyond the Mountains and Hills (Me'Ever Laharim Vehagvaot) est un film dramatique israélien écrit et réalisé par Eran Kolirin et sorti en 2016.

## Distribution
- Mili Eshet : Yifat Greenbaum
- Noam Imber : Omri Greenbaum
- Shiree Nadav-Naor : Rina Greenbaum
- Alon Pdut : David Greenbaum